# Americano rosso
Americano rosso és una pel·lícula de comèdia dramàtica italiana del 1991. Va ser el debut com a director d'Alessandro D'Alatri. La pel·lícula gira al llarg de Veneto i Friuli, en particular a Feltre, Jesolo. El so en directe també es va reproduir a Roma i Udine.

## Argument
Estiu de 1934, vigília del 15 d'agost. Vittorio acaba de ser acomiadat de l'agència matrimonial del seu oncle Oscar, que va descobrir que la seva dona l'està traint amb el seu nebot. Per mantenir la seva feina, Vittorio fa xantatge al seu oncle, amenaçant amb revelar el seu passat ombrívol quan va emigrar a Amèrica. Però no hi ha res a fer, l'acomiadament és definitiu. En Vittorio, però, no se'n preocupa gaire perquè sent feixista des del principi, creu que pot trobar feina fàcilment, potser al cinema donada la seva semblança amb Clark Gable, com diuen els seus amics.
En Vittorio coneix George Maniago, un italoamericà que truca a l'agència de noces, ara tancada per les vacances d'estiu. Ric, en George vol trobar una dona: bella, però sobretot verge. Vittorio s'ofereix a ajudar-lo.

## Repartiment
- Burt Young com a George Maniago
- Fabrizio Bentivoglio com a Vittorio Benvegnù
- Valeria Millillo com a Antonietta
- Massimo Ghini com a comissari de policia Santesso
- Sabrina Ferilli com a Zaira
- Tullia Alborghetti com a Elvira
- Beatrice Palme com Adey
- Pino Ammendola com el cavaller Gervasutti
- Eros Pagni com Oscar Benvegnù
- Miranda Martino com Nella Dalpoz

## Premis
Va rebre el Premi David di Donatello al millor director novell pel seu treball a la pel·lícula.
La pel·lícula també va guanyar un Globo d'oro, la Grolla d'oro i el Ciak d'oro per la direcció de fotografia d'Alessio Gelsini Torresi.